# Ossip Zetkin

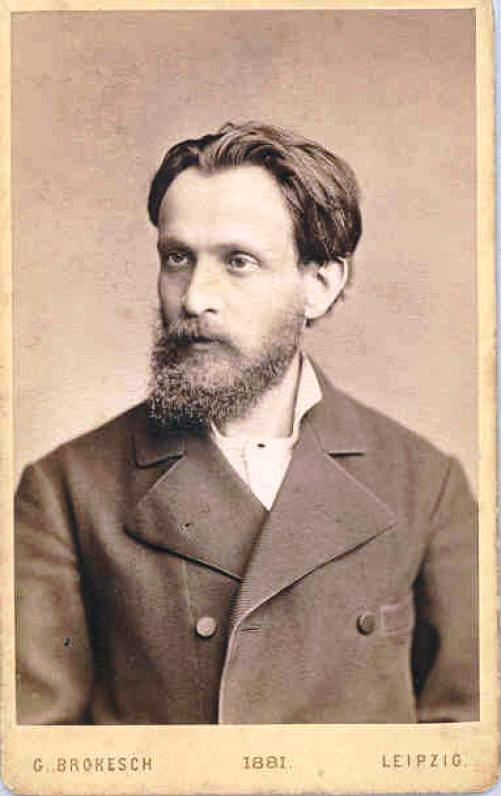
Ossip Zetkin, Foto 1881 von Georg Brokesch

Ossip Zetkin (russisch Осип Цеткин, wiss. Transliteration Osip Cetkin; * 1850 in Odessa; † 29. Januar 1889 in Paris) war ein russischer Revolutionär und Sozialist. Er war Lebensgefährte von Clara Zetkin.

## Leben
Zetkin entstammte einer jüdischen Kaufmannsfamilie aus Odessa. Er war im Russischen Zarenreich (auch Kaiserreich)  aktiv in der sozialrevolutionären Narodniki-Bewegung. Politisch verfolgt floh er nach Leipzig. Dort arbeitete er als Tischler und schloss sich der sozialdemokratischen Bewegung an. In Leipzig lernte er in einem Studentenzirkel auch Clara Eißner kennen. 1880 wurde er zur Zeit des Sozialistengesetzes auf einer Versammlung mit August Bebel und Wilhelm Liebknecht festgenommen und als „lästiger Ausländer“ aus Leipzig ausgewiesen. Er ging nach Paris, wo er mit Clara Eißner zusammenlebte, die, ohne mit ihm verheiratet zu sein, seinen Namen annahm, unter dem sie später bekannt wurde.
Zetkin und Eißner hatten zwei Söhne, Maxim Zetkin (1883–1965) und Kostja Zetkin (1885–1980).
Zetkin war an der Vorbereitung des Internationalen Arbeiterkongresses (1889) beteiligt, starb jedoch Anfang 1889 an Tuberkulose.

## Schriften
- Die barfüßige Bande: ein Beitrag zur Kenntniß der Lage der arbeitenden Klassen in Rußland. 1885 (Digitalisat)
- Der Sozialismus in Frankreich seit der Pariser Kommune. Berlin, 1889
- Charakterköpfe aus der französischen Arbeiterbewegung, Berlin, 1889